# Гарнетт, Констанс
Констанс Клара Гарнетт (англ. Constance Clara Garnett, в девичестве Блэк, англ. Black; 19 декабря 1861, Брайтон, Англия — 17 декабря 1946) — английская переводчица русской литературы. Гарнетт была первым переводчиком Льва Толстого, Фёдора Достоевского, Антона Чехова и познакомила с ними английскую и американскую публику.

## Биография
Гарнетт была шестым ребёнком юриста (впоследствии секретаря городского совета и коронера) Дэвида Блэка (1817—1892) и Клары-Марии Паттен (1825—1875). Её братом был математик Артур Блэк, а сестрой была писательница Клементина Блэк. В 1873 году её отец был парализован, а два года спустя мать умерла от сердечного приступа, пытаясь донести мужа из кресла в кровать.
Гарнетт училась в Brighton and Hove High School. Затем изучала латинский и греческий языки в Newnham College в Кембридже, где она также училась русскому. Летом 1891 года она была представлена Эдвардом Гарнеттом русскому политическому эмигранту — Феликсу Волховскому, который стал преподавать ей русский язык. Он также познакомил ее со своим соратником по ссылке Сергеем Степняком и его женой Фанни. Вскоре после этого Констанс Гарнетт начала работать со Степняком, переводя для публикации русские произведения. Её первыми опубликованными переводами стали «Обыкновенная история» Ивана Гончарова, «Царство Божие внутри вас» Льва Толстого. Позже Констанс недолгое время работала учителем в школе.
Её муж Эдвард Гарнетт, за которого она вышла в Брайтоне 31 августа 1889 года, был редактором в издательстве Джонатана Кейпа. Её единственный ребёнок Дэвид Гарнетт учился на биолога, но стал писателем.
В 1893 году, после поездки в Москву, Санкт-Петербург и Ясную Поляну, где она встречалась с Львом Толстым, Гарнетт занялась переводом русской литературы, в результате чего появились англоязычные версии книг Льва Толстого, Николая Гоголя, Ивана Гончарова, Фёдора Достоевского, Александра Пушкина, Ивана Тургенева, Александра Островского, Антона Чехова. В переводе великих русских писателей, а также в переработке её некоторых ранних работ Гарнетт помогал русский анархист Сергей Степняк-Кравчинский.
В 1904 году вместе с сыном, Дэвидом Гарнеттом, Констанс Гарнетт посещала Россию во второй раз. Цель ее поездки, встреча с А. П. Чеховым, не оправдалась. Во время своего визита большую часть времени она проводила в гостях у писателя Александра Эртеля в его доме в Тамбовской области. Путешествия в Россию дали возможность лично изучить Россию и познакомиться с некоторыми современниками.
С конца 1920-х Гарнетт много болела, наполовину ослепла. Она бросила переводы в 1934 году после публикации книги Тургенева «Три пьесы». После смерти мужа вела довольно уединённый образ жизни.

## Переводы
Констанс Гарнетт перевела около 70 произведений русской литературы и заслужила одобрение таких авторов как Джозеф Конрад и Дэвид Герберт Лоуренс. Работы Гарнетт издаются до сих пор, несмотря на заявления о том, что они устарели.
Однако переводы Гарнетт также и критиковались, особенно Иосифом Бродским и Владимиром Набоковым. Бродский сильно «ругал» её за искажение особого стиля писателей: «Причина того, что англоговорящие читатели едва ли могут объяснить разницу между Толстым и Достоевским, заключается в том, что они читают не прозу первого или второго. Они читают Констанс Гарнетт».
Гарнетт работала быстро и пыталась сделать текст удобным для прочтения. Если переводчица не понимала значение того или иного слова, она опускала эту часть.
Ральф Мэтло (англ. Ralph Matlaw) переработал перевод Констанс «Братьев Карамазовых» и выпустил свой вариант. Раннюю версию перевода главы «Великий инквизитор» он издал вместе с «Записками из подполья».
Дональд Рэйфилд (англ. Donald Rayfield) сравнил переводы произведений Чехова, сделанные Гарнетт и другими специалистами и пришёл к выводу, что, несмотря на то, что она делает элементарные ошибки, её внимательность при разборе синтаксических конструкций и исследования для подбора нужных определений растений, птиц и рыб впечатляют.
Некоторые переводчики: Розмари Эдмондс (англ. Rosemary Edmonds) и Дэвид Магаршак (англ. David Magarshack) использовали работы Гарнетт в качестве моделей для собственных переводов.